# Springfield (Virginie-Occidentale)
Pour les articles homonymes, voir Springfield.
Springfield est une census-designated place située dans le comté de Hampshire, dans l’État de Virginie-Occidentale, aux États-Unis. Lors du recensement de 2020, elle comptait 455 habitants.